# Sarbinowo (Mielno)
Sarbinowo (deutsch Sorenbohm) ist ein Bauerndorf und Seebad in der Gmina Mielno (Stadt-und-Land-Gemeinde Großmöllen) im Powiat Koszaliński (Kösliner Kreis) der polnischen Woiwodschaft Westpommern.

## Geographische Lage

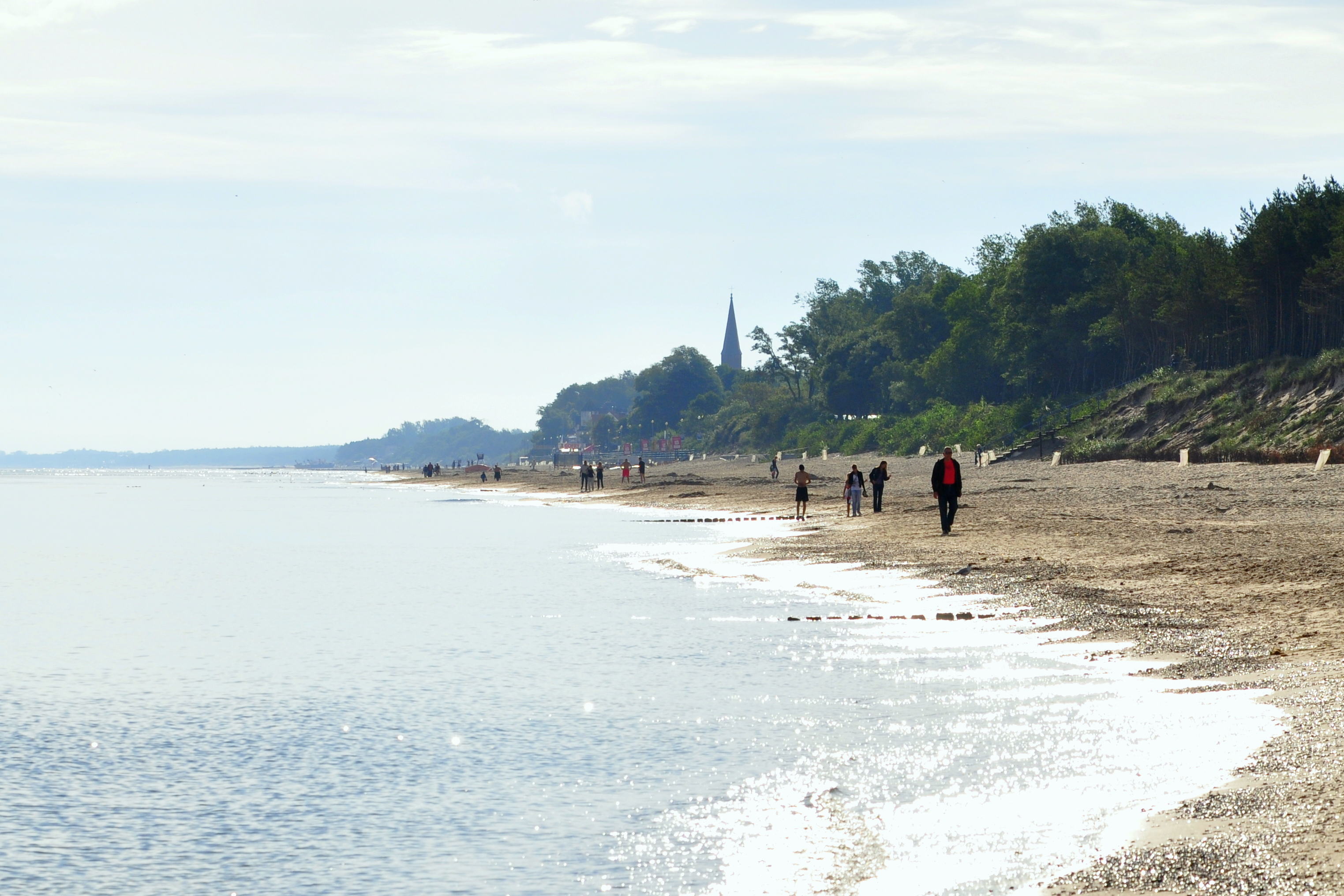
Ostseestrand des Badeorts, im Hintergrund die Dorfkirche (2012)

Das Kirchdorf  liegt auf einer Höhe von knapp über 0 Meter über dem Meeresspiegel nordwestlich von Koszalin (Köslin) unmittelbar am Ufer der Ostsee in Hinterpommern. Nachbarorte sind die Dörfer Gąski (Funkenhagen) und Borzeń (Bornhagen) im Westen, Chłopy (Bauerhufen) und Mielno (Großmöllen) im Osten und Bedzinko (Neu Banzin) sowie Będzino (Alt Banzin) im Süden. Sarbinowo liegt etwa 5 Kilometer nördlich der Landstraße 11, die Kołobrzeg (Kolberg) mit Koszalin  verbindet.  Die nächsten Bahnstationen befinden sich in Będzino (5 Kilometer entfernt) und in Kazimierz (Kasimirsburg) an der Eisenbahn-Teilstrecke Koszalin–Kołobrzeg.

## Geschichte

Sorenbohm an der Ostseeküste nordwestlich der Stadt Köslin auf einer Landkarte von 1910

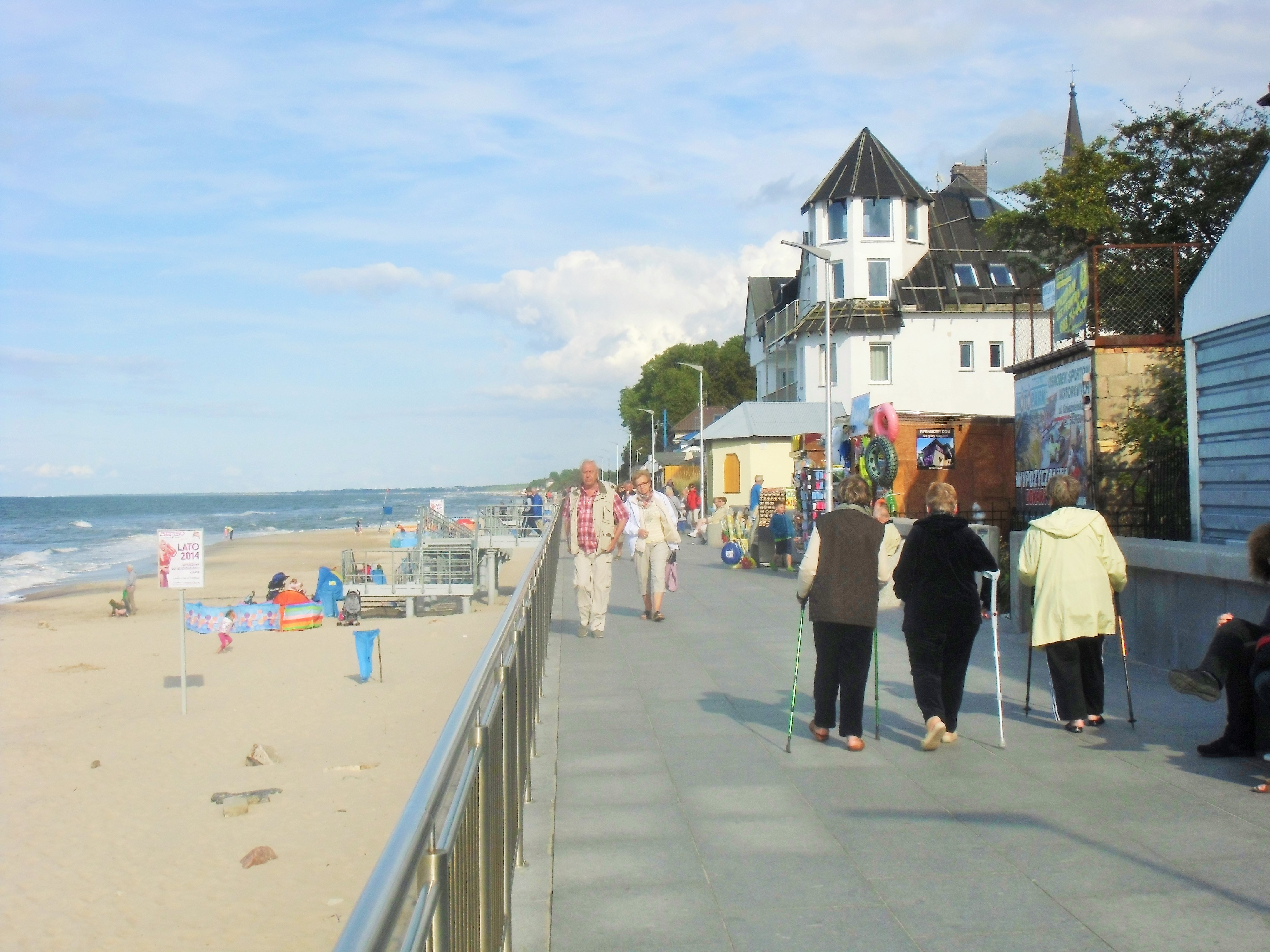
Strandpromenade des Badeorts

Die erste urkundliche Erwähnung des Ortes liegt aus dem Jahr 1309 vor. Die Ortschaft, die sich etwa zwei Kilometer weit direkt an der Ostsee hinzieht, war ursprünglich ein Bauerndorf, das etwa 1,5 Kilometer von der Küste entfernt lag.
Im Jahr 1784 gab es in Sorenbohm 13 Vollbauern einschließlich des Schulzen (Bürgermeisters), einen Halbbauern, einen Kossäten, 13 Büdner, zwei Wirtshäuser und insgesamt 32 Feuerstellen (Haushalte).  Die Kirchgemeinde, die seit der Reformation evangelisch war, wurde vom Dorfpfarrer betreut, dem ein Küster zur Seite stand. Wegen der drohenden Vernichtung des Ortes durch die Ostsee wurde 1910 der westliche Teil durch eine etwa einen Kilometer lange Stein- und Beton-Ufermauer geschützt, die eine Promenade bildet. Der östliche Teil liegt im Schutz hoher, zum Teil bewaldeter Dünen.
Im 20. Jahrhundert gewann neben der Landwirtschaft auch der Fremdenverkehr allmählich an Bedeutung und Sorenbohm entwickelte sich zu einem kleinen Seebad mit einer bescheidenen Infrastruktur. Den Badegästen standen außer den Fremdenzimmern in Privathäusern zwei Gasthäuser und zwei Pensionen zur Verfügung. Im Sommer 1923 logierten in Sorenbohm 751 Badegäste. Der Schauspieler Heinrich George besaß östlich von Sorenbohm ein Dünengrundstück mit einem Wochenendhaus, das von Frau Berta und den Söhnen Jan und Götz als Feriendomizil und als Zufluchtsstätte vor den Bombenangriffen der Alliierten auf Berlin genutzt wurde. Heinrich George selbst war selten in Sorenbohm.
Gegen Ende des Zweiten Weltkriegs wurde die Region um Köslin von der Roten Armee besetzt. Nach Kriegsende wurde Sorenbohm zusammen mit ganz Hinterpommern unter polnische Verwaltung gestellt. Es begann danach die Zuwanderung von Polen, die anfangs vorwiegend aus Gebieten östlich der Curzon-Linie kamen. Sorenbohm erhielt den neuen polnischen Namen Sarbinowo. In der Folgezeit wurden die Alteinwohner aus Sorenbohm vertrieben.
Das Verwaltungszentrum der Gemeinde in Mielno ist etwa neun Kilometer in östlicher Richtung von Sarbinowo entfernt. Haupteinnahmequellen des Dorfes sind heute der Tourismus, die Fischerei und die Landwirtschaft.

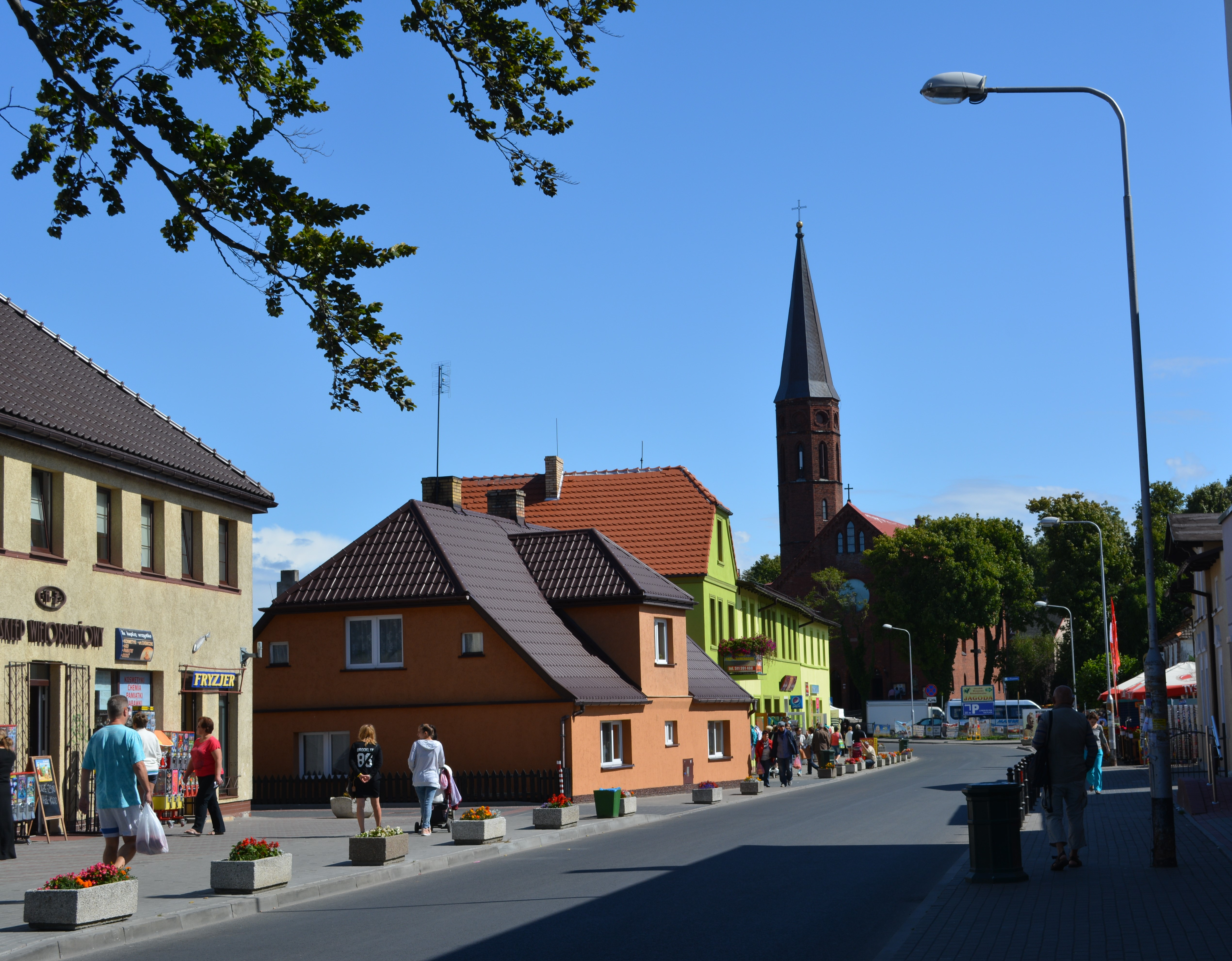
Dorfzentrum mit Dorfkirche

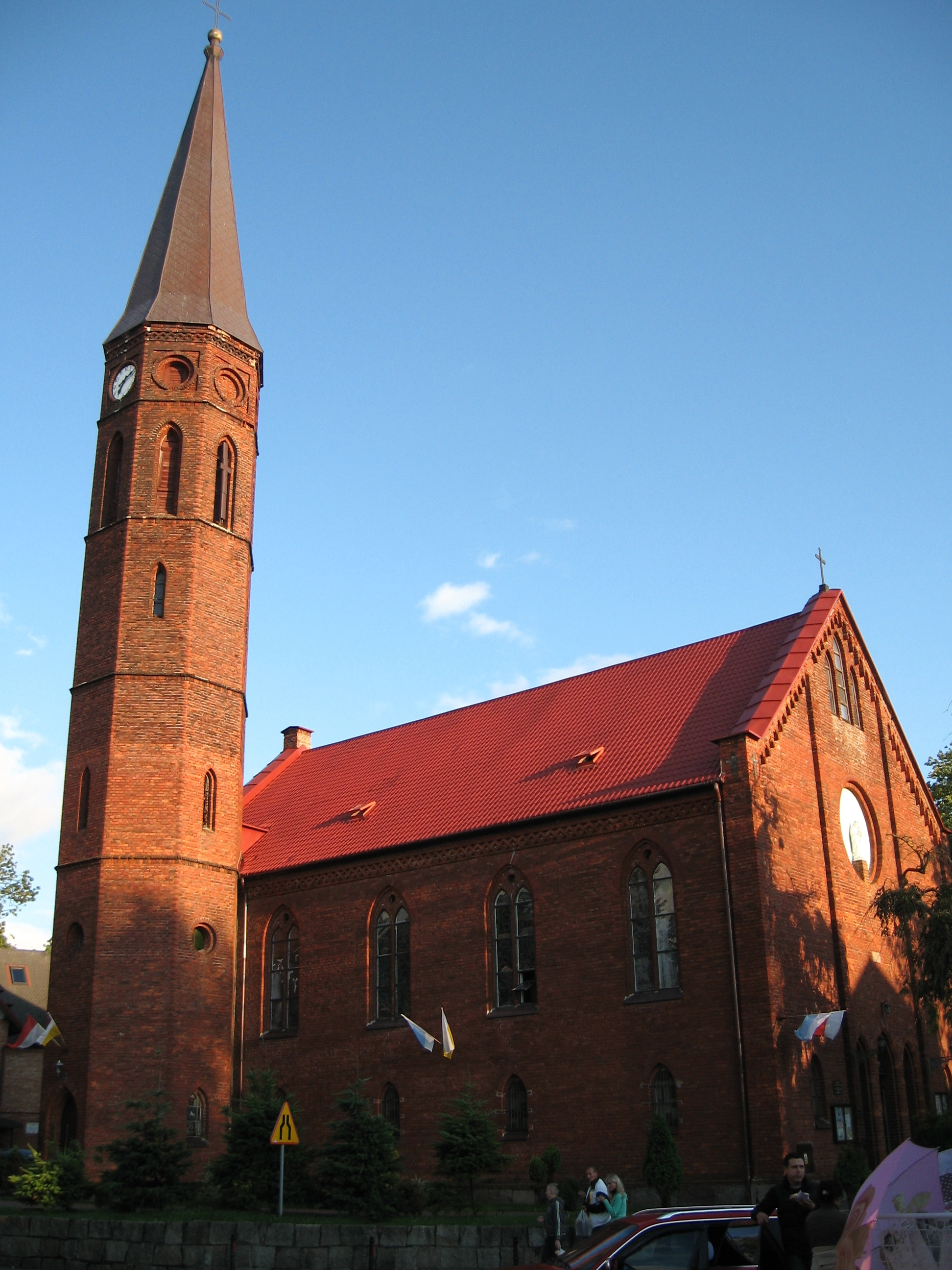
1856 errichtete Dorfkirche von Sorenbohm mit achteckigem Turm (bis 1945 evangelisch).

### Bevölkerungsentwicklung
| Jahr | Einwohner | Anmerkungen                                               |
| ---- | --------- | --------------------------------------------------------- |
| 1906 | 565       | 523 Badegäste                                             |
| 1923 | 600       | 751 Badegäste                                             |
| 1925 | 614       | darunter 599 Evangelische, neun Katholiken und fünf Juden |
| 1933 | 683       | [ 7 ]                                                     |
| 1939 | 677       | [ 7 ]                                                     |

### Kirchengemeinde
Das Kirchspiel der evangelischen Kirchgemeinden von Sorenbohm gehörte vor 1945 zur Synode von Köslin. Eingepfarrt waren die Dörfer Bornhagen, Schreitstaken, Neu Banzin, Bauerhufen, Funkenhagen, Kiepersdorf und Parpat. Im Jahr 1856 wurde eine neue Kirche errichtet, ein Backsteinbau im neugotischen Stil mit einem achteckigen Kirchturm. Die Kirche wird heute von der katholischen polnischen Gemeinde genutzt.

## Persönlichkeiten: Söhne und Töchter des Orts
- Otto August Struve (1784–1847), langjähriger Stadtsyndikus von Stargard, Sachbuchautor

## Sehenswürdigkeiten
- Dorfkirche, 1856 im neugotischen Stil erbaut, mit achteckigem Turm und bunten Bleiglasfenstern.